# Jason Beghe
Jason Beghe, född 12 mars 1960 i New York, är en amerikansk skådespelare och kritiker av Scientologirörelsen. Som ung gick han på Collegiate School i New York, där han blev god vän med John F. Kennedy Jr. och David Duchovny. Han utexaminerades från Pomona College 1982. Beghe är gift och bor i Los Angeles, Kalifornien. 
Beghe spelade huvudrollen i George Romeros film Ett experiment i skräck (Monkey Shines) från 1988, ett framförande som mottagits positivt från filmkritiker. Han spelade polisman i filmen Thelma & Louise och spelade mot Demi Moore i GI Jane. Beghe har haft flera återkommande roller i olika amerikanska tv-serier som Småstadsliv (Picket Fences), Melrose Place, Chicago Hope, Drömmarnas tid (American Dreams) och Cane.
Beghe blev involverad i Scientologirörelsen under 1994 och medverkade senare i en av Scientologikyrkans reklamkampanjer och i flera av kyrkans PR-filmer. Enligt Beghe, kallade Scientologikyrkans ledare David Miscavige honom för "Scientologins omslagspojke". Beghe lämnade Scientologirörelsen 2007 och började offentligt tala ut om sin erfarenhet inom kyrkan i april 2008. Journalisten och grundaren för Xenu TV Mark Bunker intervjuade Beghe om hans upplevelser i Scientologirörelsen och videointervjun offentliggjordes på webbplatsen Youtube och senare på Vimeo. I september 2008 medverkade Beghe på en antiscientologikonferens i Hamburg, Tyskland. Tillsammans med en annan kritiker av Scientologirörelsen startade han 2008 webbplatsen "Blownforgood" där avhoppare från rörelsen delar med sig av sina upplevelser.   

## Biografi

### Uppväxt
Beghe föddes den 12 mars 1960 i New York, New York och är ett av fyra syskon. Han gick på Collegiate School, en privat förberedande skola för pojkar i New York. Under tiden vid Collegiate School blev han god vän med John F. Kennedy Jr. och David Duchovny. Kennedy och Beghe hängde ofta tillsammans utanför Metropolitan Museum of Art och i Central Park, och övervakades av Kennedy's Secret Service-livvakter. Som tonåring deltog Beghe på sommarläger tillsammans med Erik Rush numera en konservativ kolumnist och författare.
Beghe inspirerade Kennedy att engagera sig i teaterprogrammet vid Collegiate. Senare övertalade Beghe även Duchovny att fortsätta med en skådespelarkarriär. Duchovny skrev på sin doktorsavhandling vid Yale University när Beghe övertygade honom att provspela för tv-reklamfilm. Beghe tog examen från Pomona College i Claremont, Kalifornien 1982.

### Skådespelarkarriär
Beghe filmdebuterade i Pinsamma bevis från 1985 och året därefter fick han sin första återkommande roll för tv i HBOs komediserie 1st & Ten. Han spelade huvudrollen tillsammans med O.J. Simpson och Sam J. Jones i uppföljaren till 1st & Ten titulerad Training Camp: The Bulls Are Back, och John Voohees från Seattle Times skrev: "Ensamblen, som inkluderar O.J. Simpson, Sam Jones och nykomlingen Jason Beghe, är förstklassig. 
1988 spelade han huvudrollen i filmen Ett experiment i skräck, i regi av George Romero. Beghe porträtterade Allan Mann, en juridikstuderande som drabbas av tetraplegi efter att blivit påkörd av en lastbil i inledningen av filmen.

## Scientologi

### Tidiga åren och beslut om att lämna
1994 deltog Beghe i en skådespelarkurs ledd av scientologen Milton Katselas, och beslutade då att ta några Scientologi-kurser.
Kollegan Bodhi Elfman gav Beghe en bok om Scientologi genom vilken Beghe introducerades till idén att användandet av tekniker utvecklade av Scientologins grundare L. Ron Hubbard kunde bringa fram övermänskliga förmågor. Beghe hjälpte till att marknadsföra en "Vad är Scientologi?"-utställning som var en del av Scientologikyrkans nationella tv-reklamkampanj i Storbritannien under 1999. Under 2005 medverkade han i flera av Scientologins reklamfilmer. I en intervju med Fox News berättade Beghe för Roger Friedman att ledaren för Scientologikyrkan, David Miscavige, kallade honom för "Scientologins omslagspojke". Beghe nådde nivån OT V inom Scientologin och är en utbildad auditör. Även hans fru tog scientologikurser och nådde nivån OT V. Beghe uppskattar att han spenderat 1 miljon USD under sina 12-år inom Scientologin.
År 2007 fattade Beghe beslutet att lämna Scientologirörelsen och han började offentligt att kritisera Scientologikyrkan i april 2008. En av de första personer han besökte efter att ha lämnat Scientologirörelsen var hans vän David Duchovny. Beghe diskuterade historien om Xenu med Duchovny, och båda såg den som ett skämt. Under tiden som Scientolog hade relationen med Duchovny försummats och Duchovny blev kallad "Undertryckande person" ("Suppressive Person"), en person som motarbetar Scientologikyrkan och som en Scientolog inte får associera sig med.

### Offentlig kritik

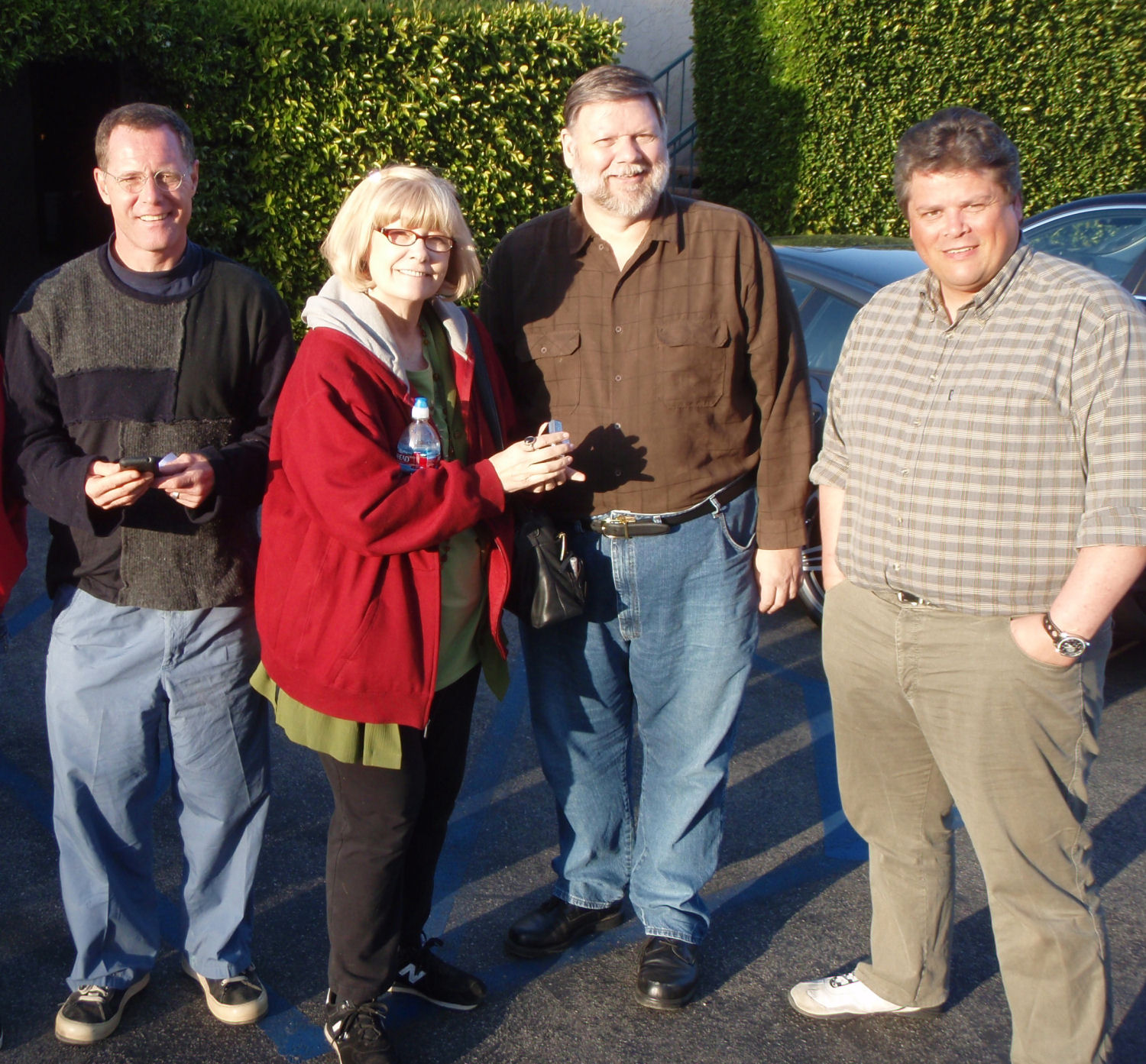
Jason Beghe, Tory Christman, Mark Bunker och Andreas Heldal-Lund (2008)

Efter att ha lämnat Scientologirörelsen kontaktade Beghe Andreas Heldal-Lund, grundaren av den Scientologikritiska webbsidan Operation Clambake, som övertygade honom att träffa journalisten och Scientologikritikern Mark Bunker. Heldal-Lund, Bunker och Beghe träffades hemma hos Beghe och Beghe deltog i en videoinspelad intervju om hans erfarenheter som Scientolog. Bunker publicerade en tre minuter lång del av den tre timmar långa intervjun på Youtube i mitten av april 2008, och i videon talar Beghe om Scientologin som "mycket farligt för din andliga, psykiska, mentala, emotionella hälsa och utveckling". Intervjun avslutas med Beghe som säger, "Jag har ingen agenda. Jag försöker bara hjälpa till. [...] Jag har lyxen av att ha gått med i Scientologirörelsen och efter att ha varit i den, varit ute. Och det är ett perspektiv som människor som fortfarande är i den och inte ute saknar."

## Filmografi

### Film
| År   | Film                    | Roll          | Övrigt    |
| ---- | ----------------------- | ------------- | --------- |
| 1985 | Pinsamma bevis          | Cupcake       | Filmdebut |
| 1987 | Rika tjejer jobbar inte | Bret          |           |
| 1988 | Ett experiment i skräck | Allan Mann    |           |
| 1991 | Thelma & Louise         | Statspolisen  |           |
| 1994 | Jimmy Hollywood         |               |           |
| 1997 | G.I. Jane               | Royce         |           |
| 1998 | The X Files             |               |           |
| 2008 | One Missed Call         | Ray Purvis    |           |
| 2012 | Atlas Shrugged: Part II | Henry Rearden |           |

### Tv
| År   | Titel                                          | Roll                         | Övrigt                                                 |
| ---- | ---------------------------------------------- | ---------------------------- | ------------------------------------------------------ |
| 1986 | Dress Gray                                     | Hank Beaumont                | Tv-film                                                |
| 1986 | 1st & Ten                                      | Tom Yinessa                  | Första återkommande roll                               |
| 1987 | The Days and Nights of Molly Dodd              | Glen                         | Avsnitt #1.11                                          |
| 1989 | Alien Nation                                   | Dr. Jim Trenner              | Avsnitt #1.1                                           |
| 1989 | Perry Mason: The Case of the All-Star Assassin | Bobby Spencer                | Tv-film                                                |
| 1989 | Christine Cromwell                             | Glen                         | Avsnitt #1.2                                           |
| 1989 | Man Against the Mob: The Chinatown Murders     | Sammy Turner                 | Tv-film                                                |
| 1989 | Mord och inga visor                            | Steve Chambers               | Avsnitt #5.15                                          |
| 1990 | The Operation                                  | John Kopiak                  | Tv-film                                                |
| 1990 | Mancuso, FBI                                   |                              | Avsnitt #1.17                                          |
| 1990 | Quantum Leap                                   | Roger Skaggs                 | Avsnitt #2.22                                          |
| 1990 | Johnny Ryan                                    | Steve Lombardi               | Tv-film                                                |
| 1990 | Mord och inga visor                            | Wayne Bennett                | Avsnitt #7.6                                           |
| 1991 | Rättvisans män                                 | Franklin Patterson           | Avsnitt #4.17 & 4.24                                   |
| 1992 | Kärlekens vindar                               | Paul                         | Avsnitt #1.16                                          |
| 1992 | Intruders                                      | Ray Brooks                   | Tv-film                                                |
| 1992 | Småstadsliv                                    | A.D.A. Petrovic              | Avsnitt #1.8                                           |
| 1993 | Småstadsliv                                    | A.D.A. Petrovic              | Avsnitt #1.13, 1.14, 1.15, 1.19                        |
| 1993 | In the Heat of the Night                       | Mark Meyers                  | Avsnitt #6.11                                          |
| 1993 | Lagens änglar                                  |                              | Avsnitt #7.16                                          |
| 1993 | Full Eclipse                                   | Doug Crane                   | Tv-film                                                |
| 1993 | Matlock                                        | Lt. Pat Rutledge             | Avsnitt #7.5                                           |
| 1994 | Treasure Island: The Adventure Begins          | Robbie                       | Tv-film                                                |
| 1994 | Arkiv X                                        | Larry Moore                  | Avsnitt #1.19                                          |
| 1994 | Melrose Place                                  | Lt. Jeffrey Lindley          | Avsnitt #2.18, 2.19, 2.20, 3.9, 3.10, 3.11, 3.14, 3.15 |
| 1995 | Matlock                                        | Thomas Crighton              | Avsnitt #9.14                                          |
| 1995 | Courthouse                                     | Russell Snow                 | Avsnitt #1.4                                           |
| 1995 | På spaning i New York                          | Julian Kerbis                | Avsnitt #3.3                                           |
| 1996 | Good Company                                   | Ron Nash                     |                                                        |
| 1996 | Public Morals                                  | Boyfriend                    | Avsnitt #1.2                                           |
| 1996 | Suddenly                                       | Joe Mulvey                   | Tv-film                                                |
| 1997 | Promised Land                                  | Jeff                         | Avsnitt #1.13                                          |
| 1997 | George & Leo                                   | Ron                          | Avsnitt #1.4                                           |
| 1997 | Chicago Hope                                   | Danny Blaines                | Avsnitt #4.5 & 4.7                                     |
| 1998 | Chicago Hope                                   | Danny Blaines                | Avsnitt #4.14 & 4.16                                   |
| 1998 | Baby Monitor: Sound of Fear                    | Matt                         | Tv-film                                                |
| 1998 | Cab to Canada                                  | Mike Donahue                 | Tv-film                                                |
| 1998 | To Have & to Hold                              | Sean McGrail                 | Avsnitt #1.1 - 1.13                                    |
| 1999 | Family Law                                     | Don                          | Avsnitt #1.3                                           |
| 2000 | Family Law                                     | Don                          | Avsnitt #1.4, 1.5, 1.12                                |
| 2000 | Runaway Virus                                  | Daniel Rothman               | Tv-film                                                |
| 2000 | Dharma & Greg                                  | Scott Kelley                 | Avsnitt #3.17                                          |
| 2000 | Resurrection Blvd.                             | Eric Carter                  | Avsnitt #1.6 & 1.8                                     |
| 2000 | When Andrew Came Home                          | Eddie                        | Tv-film                                                |
| 2001 | The Beast                                      | Bill Hanson                  | Avsnitt #1.2                                           |
| 2001 | Kristin                                        | Peter Medavoy                | Avsnitt #1.6                                           |
| 2001 | Three Blind Mice                               | Carter Simmons               | Tv-film                                                |
| 2002 | CSI: Crime Scene Investigation                 | Russ Bradley                 | Avsnitt #2.15                                          |
| 2002 | Ensam hemma 4                                  | Peter McCallister            | Tv-film                                                |
| 2002 | Judging Amy                                    | Tim Powell                   | Avsnitt #4.11                                          |
| 2003 | The District                                   | Officer Terry, Donnelly      | Avsnitt #3.20, 4.3                                     |
| 2003 | The Lyon's Den                                 | FBI Agent Vince Ryan         | Avsnitt #1.6                                           |
| 2004 | Pilot Season                                   | Henry R. Duke                | Tv-miniserie                                           |
| 2004 | På heder och samvete                           | Sgt. Maj. Thomas Elgart Ret. | Avsnitt #10.2                                          |
| 2004 | Drömmarnas tid                                 | Gunnery Staff Sgt. Finch     | Avsnitt #2.10, 2.11, 3.5, 3.6, 3.7                     |
| 2004 | Everwood                                       | John Hayes                   | Avsnitt #3.5, 3.6, 3.8                                 |
| 2005 | Everwood                                       | John Hayes                   | Avsnitt #3.11, 3.14, 3.15                              |
| 2006 | Huff                                           | Darren Hadlick               | Avsnitt #2.5 & 2.6                                     |
| 2006 | CSI: New York                                  | Jack Butler                  | Avsnitt #2.22                                          |
| 2006 | Veronica Mars                                  | Cormac Fitzpatrick           | Avsnitt #3.1 & 3.2                                     |
| 2006 | Criminal Minds                                 | Sheriff Yates                | Avsnitt #2.7                                           |
| 2007 | Numb3rs                                        | Reid Sarasin                 | Avsnitt #3.13                                          |
| 2007 | Cane                                           | Vince Grasso                 | Avsnitt #1.1 - 1.5, 1.12, 1.13                         |